# 自衛隊山口地方協力本部
自衛隊山口地方協力本部（じえいたいやまぐちちほうきょうりょくほんぶ、Yamaguchi Provincial Cooperation Office）は、山口県山口市八幡馬場814に所在する、自衛隊地方協力本部のひとつ。陸・海・空自衛隊共同の機関だが、通常は陸上自衛隊の中部方面総監の指揮監督下に置かれている。管轄する地域における防衛省・自衛隊の総合窓口として山口県管内で活動する。車両表示は、「山地本」。

## 沿革
- 1954年（昭和29年）7月5日 - 陸上自衛隊の機関として陸上自衛隊山口地方連絡部が編成[2]。
- 1956年（昭和31年）8月1日 - 自衛隊法施行令の一部改正により地方連絡部が陸海空自衛隊の共同機関となり、自衛隊山口地方連絡部に改編[3]。
- 2006年（平成18年）7月31日 - 自衛隊山口地方協力本部に改編。

## 出先機関
- 下関出張所　担当地区：下関市
- 岩国地域事務所　担当地区：岩国市、和木町
- 柳井地域事務所　担当地区：柳井市、光市、周防大島町、平生町、上関町、田布施町
- 周南地域事務所　担当地区：周南市、下松市
- 宇部地域事務所　担当地区：宇部市、山陽小野田市、美祢市
- 萩地域事務所　担当地区：萩市、長門市、阿武町、美東町、秋芳町
- 山口募集案内所　担当地区：山口市、防府市

## 主要幹部
| 官職名                   | 階級    | 氏名   | 補職発令日     | 前職                                 |
| ------------------------ | ------- | ------ | -------------- | ------------------------------------ |
| 自衛隊山口地方協力本部長 | 1等陸佐 | 東直史 | 2024年08月01日 | 陸上自衛隊補給統制本部総務部人事課長 |

| 代 | 階級    | 氏名       | 在職期間                                                    | 出身校・期              | 前職                                      | 後職                                                               |
| -- | ------- | ---------- | ----------------------------------------------------------- | ----------------------- | ----------------------------------------- | ------------------------------------------------------------------ |
| 01 | 2等陸佐 | 福田一清   | 1954年07月05日 - 1955年11月15日                             |                         |                                           | 自衛隊山口地方連絡部付                                             |
| 02 | 2等陸佐 | 小林忠男   | 1955年11月16日 - 1958年07月31日 ※1958年02月16日 1等陸佐昇任 | 陸士46期                | 第17普通科連隊副連隊長 （2等陸佐）        | 第12普通科連隊長 兼 国分駐とん地司令                               |
| 03 | 1等陸佐 | 吾郷繁重   | 1958年08月01日 - 1961年02月28日                             | 海兵60期                | 札幌駐とん地業務隊長                      | 北熊本駐とん地業務隊長                                             |
| 04 | 1等陸佐 | 佐藤公夫   | 1961年03月01日 - 1964年01月09日                             | 陸士45期                | 第5特科連隊長 兼 第5管区総監部特技課長    | 中部方面総監部付 →1964年7月1日 退職                                |
| 05 | 1等陸佐 | 小林忠男   | 1964年03月16日 - 1966年03月15日                             | 陸士46期                | 自衛隊岡山地方連絡部長                    | 自衛隊山口地方連絡部付 →1966年7月1日 退職                          |
| 06 | 2等陸佐 | 斉藤重雄   | 1966年03月16日 - 1968年03月15日 ※1966年07月01日 1等陸佐昇任 | 立命館大学 昭和20年卒   | 陸上自衛隊調査学校勤務 （2等陸佐）        | 東部方面総監部募集課長                                             |
| 07 | 2等陸佐 | 松尾譲     | 1968年03月16日 - 1970年07月15日 ※1969年03月17日 1等陸佐昇任 | 拓殖大学                | 東北方面総監部第1部勤務 （2等陸佐）       | 中部方面総監部総務課長                                             |
| 08 | 1等空佐 | 長峰郁郎   | 1970年07月16日 - 1972年07月16日                             | 陸航士57期              | 航空幕僚監部人事教育部付                  | 航空幕僚監部監理部監理課長                                         |
| 09 | 1等空佐 | 山根勝己   | 1972年07月17日 - 1974年03月15日                             | 鳥取師範学校 昭和19年卒 | 中央航空通信群副司令                      | 航空幕僚監部人事教育部厚生課 厚生班長                              |
| 10 | 1等陸佐 | 奥田斌     | 1974年03月16日 - 1976年03月15日                             | 陸士57期                | 中部方面総監部厚生課長                    | 第13師団司令部勤務                                                 |
| 11 | 1等陸佐 | 林田幸雄   | 1976年03月16日 - 1977年07月31日                             | 香川青年師範            | 姫路駐とん地業務隊長                      | 第3特科連隊勤務 →1978年1月4日 第3特科連隊付 →1978年4月1日 停年退職 |
| 12 | 1等陸佐 | 西村利信   | 1977年08月01日 - 1978年07月31日                             | 慶應義塾大学 昭和30年卒 | 第105教育大隊長                           | 東部方面総監部人事部募集課長                                       |
| 13 | 1等海佐 | 高山雅司   | 1978年08月01日 - 1980年06月30日                             | 防大1期                 | 海上自衛隊幹部学校学校教官                | 海上幕僚監部調査部調査第2課長                                      |
| 14 | 1等海佐 | 大草隆雄   | 1980年07月01日 - 1982年08月01日                             | 防大2期                 | 第211教育航空隊司令                       | 航空集団司令部付 →1982年9月1日 第21航空群司令部幕僚                |
| 15 | 1等海佐 | 宮崎誠一   | 1982年08月02日 - 1984年07月31日                             | 防大2期                 | 統合幕僚学校教育課教務班長                | 防衛研修所所員                                                     |
| 16 | 1等海佐 | 綿岡多喜彦 | 1984年08月01日 - 1987年03月15日                             | 産業能率大学 昭和49年卒 | 海上幕僚監部総務部人事課募集班長          | 第2航空群司令部首席幕僚                                            |
| 17 | 1等陸佐 | 蛯原康治   | 1987年03月16日 - 1989年03月31日                             | 防大4期                 | 第12施設群長 兼 岩見沢駐屯地司令          | 中部方面総監部総務部長                                             |
| 18 | 1等陸佐 | 西原大策   | 1989年04月01日 - 1991年08月01日                             | 防大4期                 | 第34普通科連隊長 兼 板妻駐屯地司令        | 退職（陸将補昇任）                                                 |
| 19 | 1等陸佐 | 長添雅信   | 1991年08月01日 - 1993年07月31日                             | 防大13期                | 陸上幕僚監部付                            | 陸上自衛隊幹部学校主任教官                                         |
| 20 | 1等陸佐 | 有村幸嘉   | 1993年08月01日 - 1995年06月29日                             | 防大14期                | 第3戦車大隊長 兼 今津駐屯地司令           | 第32普通科連隊長                                                   |
| 21 | 1等陸佐 | 山本滿     | 1995年06月30日 - 1997年07月31日                             | 防大11期                | 第1戦車群長 兼 北恵庭駐屯地司令           | 陸上自衛隊北海道地区補給処 総務部長                                |
| 22 | 1等陸佐 | 村山文彦   | 1997年08月01日 - 1999年07月31日                             | 防大14期                | 第15普通科連隊長                          | 中部方面総監部監察官                                               |
| 23 | 1等空佐 | 戸田友敬   | 1999年08月01日 - 2001年07月31日                             | 防大20期                | 航空幕僚監部人事教育部人事計画課 企画班長 | 航空幕僚監部装備部補給課長                                         |
| 24 | 1等空佐 | 石井祐司   | 2001年08月01日 - 2003年11月30日                             | 防大22期                | 情報本部勤務                              | 西部航空方面隊司令部防衛部長                                       |
| 25 | 1等空佐 | 吉松卓夫   | 2003年12月01日 - 2006年08月03日                             | 防大24期                | 航空幕僚監部人事教育部補任課 服務室長     | 航空幕僚監部総務部総務課長                                         |
| 26 | 1等空佐 | 中原茂樹   | 2006年08月04日 - 2008年07月31日                             | 防大27期                | 航空幕僚監部人事教育部補任課 服務室長     | 情報本部                                                           |
| 27 | 1等空佐 | 出口潔     | 2008年08月01日 - 2009年12月06日                             | 防大24期                | 第5航空団基地業務群司令                   | 南西航空混成団司令部幕僚長                                         |
| 28 | 1等空佐 | 澄川浩     | 2009年12月07日 - 2011年08月04日                             | 山口大学・ 77期幹候     | 航空幕僚監部人事教育部補任課 人事第2班長  | 南西航空混成団司令部総務部長                                       |
| 29 | 1等空佐 | 西村弘文   | 2011年08月05日 - 2013年07月31日                             | 防大29期                | 第8航空団飛行群司令                       | 航空教育集団教育部計画課長 兼 航空教育集団司令部勤務               |
| 30 | 1等空佐 | 宮木浩     | 2013年08月01日 - 2016年07月31日                             | 防大27期                | 第8航空団副司令                           | 航空警務隊司令                                                     |
| 31 | 1等空佐 | 秋本康雄   | 2016年08月01日 - 2018年07月14日                             | 帝京大学・ 82期幹候     | 第4航空団整備補給群司令                   | 中部航空警戒管制団副司令                                           |
| 32 | 1等空佐 | 川名孝幸   | 2018年07月15日 - 2020年06月26日                             | 防大33期                | 防衛大学校訓練部学生課長                  | 航空幕僚監部監理官                                                 |
| 33 | 1等陸佐 | 西村修     | 2020年06月27日 - 2022年07月31日                             | 防大35期                | 中部方面総監部法務官                      | 国際活動教育隊長                                                   |
| 34 | 1等陸佐 | 増田健吾   | 2022年08月01日 - 2024年07月31日                             | 防大37期                | 陸上自衛隊教育訓練研究本部教官            | 伊丹駐屯地業務隊長                                                 |
| 35 | 1等陸佐 | 東直史     | 2024年08月01日 -                                            | 防大41期                | 陸上自衛隊補給統制本部総務部 人事課長     |                                                                    |